# Подгора (Лопаре)
Подгора је насељено мјесто у општини Лопаре, Република Српска, БиХ. Према попису становништва из 2013. у насељу је живјело 263 становника.

## Историја
Ранији назив места био je Зло Село али је 1955. године промeњен у Подгора, јер је село смештено испод врхова Мајевице у мајевичкој подгорини.

## Становништво
Према попису становништва из 1991. године, мјесто је имало 519 становника.
| Демографија | Демографија | Демографија |
| Година      | Становника  | Становника  |
| ----------- | ----------- | ----------- |
| 1961.       | 679         |             |
| 1971.       | 627         |             |
| 1981.       | 599         |             |
| 1991.       | 519         |             |
| 2013.       | 263         |             |